# Protonemura baumanni
Protonemura baumanni är en bäcksländeart som beskrevs av Tatemi Shimizu 1998. Protonemura baumanni ingår i släktet Protonemura och familjen kryssbäcksländor. Inga underarter finns listade i Catalogue of Life.